# فرودگاه بونویل (ایندیانا)
فرودگاه بونویل (ایندیانا) (به انگلیسی: Boonville Airport (Indiana)) یک فرودگاه همگانی بهره‌برداری هوایی است که یک باند فرود چمن دارد و طول باند آن ۷۰۱ متر است. این فرودگاه در شهر بونویل، ایندیانا کشور ایالات متحده آمریکا قرار دارد و در ارتفاع ۱۱۶ متری از سطح دریا واقع شده‌است.